# 厄里·溫恩
小厄里·溫恩（英語：Early Wynn Jr.，1920年1月6日—1999年4月4日），綽號「Gus」，為美國職棒大聯盟的投手。23年職棒生涯曾效力過參議員(今雙城)、印地安人與白襪等隊。溫恩被認為是大聯盟1940年代至1950年代最難對付的投手之一，他也是300勝俱樂部的成員之一。1972年，溫恩入選名人堂。
溫恩是著名的蝴蝶球投手，他曾在1959年奪下賽揚獎。他也與鮑伯·費勒、Mike Garcia及Bob Lemon組成了1950年的印地安人四巨投。
1999年，The Sporting News在評選棒球百大球星時，將溫恩評為第100名。而他也在同年因為心臟問題與中風去世。

## 職業生涯

### 生涯早期
1939年，溫恩登上大聯盟，不過他僅出賽3場比賽就回到小聯盟。1941年，溫恩又回到大聯盟，該年他先發5場比賽拿下3勝1敗。1942年，溫恩正式進入參議員隊的先發輪值。該年他拿下10勝16敗，防禦率5.12。隔年他出賽37場比賽，拿下18勝12敗，防禦率2.91。不過1944年他僅拿下8勝17敗，成為聯盟的敗投王。
1944年底，溫恩加入美國海軍服役。因此他缺席了整個1945年賽季。
1946年6月，溫恩回到大聯盟。該年他出賽17場比賽，拿下8勝5敗。1947年，溫恩先發33場比賽，而他拿下17勝15敗，只有一次拿下無關勝敗。這年他順利入選明星賽，不過他因為受傷而無法上場，最後被鮑伯·費勒頂替其位置。1948年，溫恩投出生涯最糟糕的一年。該年他僅拿下8勝19敗，防禦率高達5.82。
1948年12月，溫恩和Mickey Vernon被交易至印地安人隊。而參議員換來Joe Haynes、Ed Klieman和Eddie Robinson。其實早在一個月前，紅襪隊曾打算用約翰尼·佩斯基來向參議員交易溫恩，不過這筆交易案最終破局。後來溫恩在印地安人受到前明星投手梅爾·哈德的指導，他在1950年拿下18勝，並以3.20防禦率拿下防禦率王。

### 生涯中期
1950年至1956年，溫恩每一季都能拿下至少單季17勝。其中他在1951年更是拿下20勝。
1954年，溫恩拿下生涯新高的單季23勝，防禦率2.73。印地安人也在這年闖進世界大賽，不過球隊遭到巨人4場比賽橫掃淘汰。而溫恩在第二場比賽先發吞下敗投。1955年球季前，溫恩感染了肺炎，他一直到5月才拿下該季首勝。他在這年第二次入選明星賽，而他也在明星賽投了3局無失分。這年他投出17勝11敗，防禦率2.82。
1956年，溫恩在一場比賽中被強襲球正中臉部。他當下沒有提前離場，結果他在比賽結束後發現他被打斷了7顆牙齒，之後他在臉上縫了16針。
1957年，溫恩成為第二位單場投出10次三振加上擊出一支全壘打(全場唯一一分打點)的投手。該年球季結束後，他被交易至白襪隊。印地安人用溫恩和Al Smith項白襪隊交易Minnie Miñoso和Fred Hatfield。
1958年，溫恩成為大聯盟首位連續兩年在不同球隊拿下三振王的投手。1959年，39歲的溫恩拿下賽揚獎。該年他投出22勝10敗，防禦率3.16。白襪也在他的帶領下闖進世界大賽，可惜球隊2勝4敗輸給道奇。溫恩不僅成為大聯盟第三老拿下單季20勝的投手，這年大聯盟舉辦兩場明星賽，溫恩也都擔任美聯明星隊的先發投手。
球季結束後，由於球速下滑，因此溫恩改練蝴蝶球。他認為自己已經不再年輕，不能像以前單靠球速站穩大聯盟。
溫恩在1950年代投出了1544次三振，是這個年代投出最多三振的投手。而他也是一名左右開弓的打者，他生涯的打擊率為2成14，並敲出17轟與173分打點。他也是大聯盟史上唯五位曾以代打身分擊出全壘打的投手。

### 生涯後期
1960年，溫恩已經連續6年都入選明星賽。其中他在該年的第二場明星賽投了2局無失分，這年他投出13勝12敗。1961年，他投出8勝2敗。然而他卻在7月因為痛風而造成球季報銷。1962年，他僅投出7勝15敗，而他在這年球季結束後總計生涯拿下299勝，因此他還希望自己可以再拚一年。
1963年，他回到印地安人準備拚出生涯第300勝。後來他總算在該年球季拿下生涯第300勝，不過這距離他拿下299勝已經有9個月了。他也成為大聯盟史上生涯第299勝和第300勝時間間距最長的一位投手。
1963年9月13日，溫恩進行了他的生涯最終戰。他後援3局僅被敲出一支安打無失分。溫恩不僅是最後一位在1930年代打球並退休的球員，他也成為大聯盟史上第13位在四個年代都有打球紀錄的大聯盟球員。他生涯一共拿下300勝，5次單季20勝以上，2334次三振。並投出290次完投與49次完封。

## 個人生活
溫恩在1939年結婚，然而他妻子卻在1942年因為車禍身亡。後來他於1944年再婚，而他與前妻有一個兒子，和第二任妻子有一個女兒。
1960年代，溫恩在佛州的威尼斯經營牛排店。

## 晚年
1972年，溫恩與山迪·柯法斯和尤吉·貝拉一同入選名人堂。1994年，溫恩的妻子去世。而他也在1999年因為心臟病與中風去世，享年79歲。
1999年，The Sporting News將溫恩評選為棒球百大球星的第100名。

## 外部連結
- 球員資訊和成績在MLB ，ESPN ，Retrosheet ，Baseball Reference ，Baseball Reference (Minors) ，Fangraphs ，The Baseball Cube （英文）
- 厄里·溫恩在台灣棒球維基館上的頁面（繁體中文）